# Of the Archaengel
 (juin 2018).
Of the Archaengel  est un groupe de dark metal brésilien, originaire de São Paulo. Formé en 1992 sous le nom de Lethal Curse, le groupe est considéré comme un pionnier du doom metal au Brésil. En 2003, ils changent leur nom pour Of the Archaengel, et cessent, dix ans plus tard, leurs activités.

## Biographie
Originellement formé à São Paulo en 1992 par un trio, le groupe, lancé par Alex Rodrigues, sort en 1993 sa seule cassette démo intitulée Return to Obscurity. Son statut de groupe révélation lui vaut l'une de ses premières performances live avec le groupe anglais Anathema en 1994.
Ils participent à la première compilation CD publiée dans le pays avec des groupes de heavy metal, intitulée The Winds of a New Millennium I en 1995, et sortent leur titre intitulé Rape the Innocence en 1998, avant d'être contacté par le label Cogumelo Records, convaincu de son potentiel. Cette même année, une tournée nationale avec le groupe de metal grec Rotting Christ est organisée pour la promotion de cet album, suivie de nombreuses présentations qui se prolongent jusqu'à la fin de 1999.
En l'an 2000, ils intègrent un album-hommage dédié à Sarcófago (aux côtés de groupes comme Satyricon, Angelcorpse...) et expérimentent dès 2001. Commence en 2002 l'exploration d'horizons musicales.
À cette période, le groupe investit toute son énergie dans la composition et l'enregistrement de nouveaux morceaux qui deviennent plus tard le CD promotionnel The Dante's Children Extravagance sorti en 2005. La formation se stabilise ensuite autour de A. Laurence Funes (chant), Alex Rodrigues (guitares), Paulo Moura (guitares, synthétiseurs), Lucas Barone (basse), et Pedro Alzaga (batterie).
L'année 2006 arrive avec un changement de formation nouveau et inattendu : le départ de la chanteuse A. « Laurence » Funes. Pour retrouver le statut de road band, Alex Rodrigues endosse le rôle de chanteur, et recrute Kleber Fabianni pour le remplacer (ex-Harppia) aux guitares ; avec cette formation Of the Archaengel ouvre en concert en soutien en The Extraphysicallia aux côtés de groupes comme Paradise Lost, Opeth, et Dark Tranquility.
L'album The Extraphysicallia est sorti en janvier 2011 par le label grec Sleaszy Rider, avec une distribution mondiale. Le mois suivant, le groupe réalise le show officiel de l'album avec le groupe suédois Katatonia à São Paulo.
En juin 2011, le groupe sort son premier clip vidéo intitulé Black Raven, et recrute peu de temps Daniel Rizzo.

## Membres

### Derniers membres
- Alex Rodrigues - chant (1992-2013)
- Paulo Moura - guitare, synthétiseur (1997-2013)
- Kleber Fabianni - guitare (2008-2013)
- Daniel Rizzo - basse (2011-2013)
- Pedro Alzaga - batterie (1998-2013)

### Anciens membres
- Lucas Barone - basse  (2005-2010)
- Timo Kaarkoski - guitare (2007-2008)
- A. Laurence Funes - chant (2003-2006)

## Discographie
- 1997 : Rape the Innocence
- 2011 : The Extraphysicallia